# Andreas Waldetoft
Andreas Waldetoft ist ein schwedischer Musiker und Komponist, der aktuell als Senior Music Composer bei Paradox Interactive arbeitet und dort für die Soundtracks vieler Spieletitel wie z. B. der Crusader-Kings-Reihe  verantwortlich ist.

## Arbeit und Werke
Die Arbeit bei Paradox begann 2005 mit der Musik für Hearts of Iron II und dauert bis heute (2022) an. Waldetoft komponiert hierbei bevorzugt an klassische Musik angelehnte Soundtracks, teilweise mit elektronischen Elementen und arbeitet dabei mit orchestralen Kompositionen wie z. B. in Zusammenarbeit mit dem Brandenburgischen Staatsorchester Frankfurt an der Oder, mit welchem er Musikstücke für Europa Universalis IV und Stellaris aufgenommen hatte.
Seine Werke umfassen dabei primär Spiele (Auswahl):
- Hearts of Iron II (2005)
- Europa Universalis III (2007)
- Hearts of Iron III (2009)
- Majesty 2: The Fantasy Kingdom Sim (2009)
- Victoria II (2010)
- Crusader Kings II (2012)
- Europa Universalis IV (2013)
- Stellaris (2016) – inklusive den Addons Synthethic Dawn (2017) und Apocalypse (2018)
- Hearts of Iron IV (2016)
- Crusader Kings III (2020)

Filme:
- MIrror (2021)